# Wybory prezydenckie na Słowacji w 2014 roku
Wybory prezydenckie na Słowacji w 2014 roku odbyły się w dwóch turach 15 i 29 marca 2014. Ponieważ w pierwszej żaden z kandydatów nie osiągnął absolutnej większości, dwa tygodnie później została przeprowadzona druga runda. W wyniku wyborów na nowego prezydenta został wybrany Andrej Kiska. Dotychczasowy prezydent Ivan Gašparovič nie mógł startować w wyborach, ponieważ słowacka konstytucja dopuszcza sprawowanie tego urzędu tylko przez dwie kadencje.

## Kandydaci
Aby móc ubiegać się o urząd prezydenta, kandydaci musieli zebrać co najmniej 15 tys. podpisów obywateli Słowacji do godz 24:00 9 stycznia 2014. Dzień później rzecznik parlamentu Pavol Chovanec poinformował o zgłoszeniu piętnastu kandydatur. 29 stycznia swoją kandydaturę wycofał poseł Wolności i Solidarności Peter Osuský. Ostatecznie do wyborów stanęli:
- Gyula Bárdos – były deputowany, kandydat Partii Węgierskiej Koalicji
- Jozef Behýl – przedsiębiorca i aktywista społeczny
- Ján Čarnogurský – były przewodniczący Ruchu Chrześcijańsko-Demokratycznego, były premier i minister
- Robert Fico – urzędujący premier, przewodniczący partii Kierunek – Socjalna Demokracja
- Viliam Fischer – kardiochirurg
- Pavol Hrušovský – deputowany, były przewodniczący parlamentu, popierany przez Ruch Chrześcijańsko-Demokratyczny, Most-Híd i SDKÚ-DS
- Ján Jurišta – były słowacki ambasador w Argentynie
- Andrej Kiska – przedsiębiorca i filantrop
- Milan Kňažko – aktor, były minister, jeden z liderów aksamitnej rewolucji
- Stanislav Martinčko – przedsiębiorca
- Milan Melník – naukowiec
- Helena Mezenská – deputowana partii Zwyczajni Ludzie
- Radoslav Procházka – deputowany, były członek Ruchu Chrześcijańsko-Demokratycznego
- Jozef Šimko – burmistrz Rymawskiej Soboty

Największe szanse na przejście do drugiej tury mieli Robert Fico i Andrej Kiska. Fico od początku był liderem sondaży przedwyborczych.

## Sondaże
| Data             | Agencja badawcza | Ján Čarnogurský | Robert Fico | Pavol Hrušovský | Andrej Kiska | Milan Kňažko | Peter Osuský | Radoslav Procházka |
| ---------------- | ---------------- | --------------- | ----------- | --------------- | ------------ | ------------ | ------------ | ------------------ |
| styczeń 2013     | MVK              | 9,5%            | 29,0%       | 11,7%           | 5,8%         | –            | –            | –                  |
| maj 2013         | MVK              | 17,2%           | 41,9%       | –               | 13,3%        | –            | 2,8%         | 16,4%              |
| lipiec 2013      | MVK              | 11,2%           | 43,6%       | 15,0%           | 11,8%        | –            | 2,8%         | 15,6%              |
| lipiec 2013      | Focus            | 5,2%            | 36,3%       | 13,4%           | 18,9%        | –            | 1,1%         | 5,8%               |
| lipiec 2013      | Polis            | 11,8%           | 44,6%       | 15,2%           | 9,6%         | –            | 4,0%         | 14,8%              |
| wrzesień 2013    | Focus            | 8,8%            | 38,4%       | 17,3%           | 20,0%        | –            | 3,8%         | 11,7%              |
| październik 2013 | MVK              | 8,9%            | 37,9%       | 17,6%           | 13,2%        | –            | 4,4%         | 18,1%              |
| październik 2013 | Focus            | 7,7%            | 37,8%       | 17,9%           | 17,6%        | –            | 3,9%         | 15,1%              |
| listopad 2013    | Focus            | 5,9%            | 36,9%       | 15,6%           | 17,9%        | 7,2%         | 4,2%         | 10,3%              |
| luty 2014        | Focus            | 1,7%            | 37,0%       | 7,3%            | 20,4%        | 12,9%        | –            | 10,3%              |
| marzec 2014      | Polis            | 2,5%            | 37,8%       | 5,2%            | 26,4%        | 11,2%        | –            | 8,1%               |

## Wyniki
| Kandydat            | I tura        | I tura | II tura       | II tura |
| Kandydat            | Liczba głosów | %      | Liczba głosów | %       |
| ------------------- | ------------- | ------ | ------------- | ------- |
| Andrej Kiska        | 455 996       | 24,0   | 1 307 065     | 59,38   |
| Robert Fico         | 531 919       | 28,0   | 893 841       | 40,61   |
| Radoslav Procházka  | 403 548       | 21,2   | –             | –       |
| Milan Kňažko        | 244 401       | 12,9   | –             | –       |
| Gyula Bárdos        | 97 035        | 5,1    | –             | –       |
| Pavol Hrušovský     | 63 298        | 3,3    | –             | –       |
| Helena Mezenská     | 45 180        | 2,4    | –             | –       |
| Ján Jurišta         | 12 209        | 0,6    | –             | –       |
| Ján Čarnogurský     | 12 207        | 0,6    | –             | –       |
| Viliam Fischer      | 9514          | 0,5    | –             | –       |
| Jozef Behýl         | 9126          | 0,5    | –             | –       |
| Milan Melník        | 7678          | 0,4    | –             | –       |
| Jozef Šimko         | 4674          | 0,2    | –             | –       |
| Stanislav Martinčko | 2547          | 0,1    | –             | –       |

Wyniki pierwszej tury wyborów według krajów

Wyniki pierwszej tury wyborów według powiatów

Wyniki drugiej tury wyborów według krajów

Wyniki drugiej tury wyborów według powiatów

Do drugiej tury przeszli Robert Fico i Andrej Kiska.
W drugiej turze zwyciężył Andrej Kiska, zdobywając 59,38% głosów – głosowało na niego 1 307 065 osób; zwyciężył we wszystkich krajach, z wyjątkiem trenczyńskiego. Robert Fico otrzymał 40,61%, głosowało na niego 893 841 wyborców.